# Maxi López
Maxi López (* 3. April 1984 in Buenos Aires), mit bürgerlichem Namen Maximiliano Gastón López, ist ein ehemaliger argentinischer Fußballspieler, der auch einen italienischen Pass besitzt. Der Stürmer stand zuletzt bei SS Sambenedettese unter Vertrag.

## Karriere

### Verein
López begann seine Karriere 1997 bei River Plate Buenos Aires, wo er in der Saison 2001/02 als 17-Jähriger im A-Team debütierte. Mit River Plate gewann er die Clausura 2002, 2003 und 2004. Im Januar 2005 wurde er vom FC Barcelona verpflichtet, der aufgrund von Verletzungsproblemen einen neuen Stürmer benötigte. Am 6. Februar 2005 gab er schließlich sein Debüt in der spanischen Primera División. Bei der 0:2-Niederlage gegen Atlético Madrid, wechselte ihn Trainer Frank Rijkaard in der 78. Minute für Oleguer ein. Drei Wochen darauf, am 23. Februar, kam López zu seinem Debüt in der UEFA Champions League gegen den FC Chelsea. Dabei schoss er, nachdem er in der 64. Minute für Ludovic Giuly eingewechselt wurde, in der 67. Minute auch prompt das Tor zum 1:1. In der 73. Minute lieferte er die Vorarbeit zum 2:1 durch Samuel Eto’o. Das Spiel wurde dadurch 2:1 gewonnen. Dieser Treffer blieb sein einziges Pflichtspieltor im Dress des FCB. Bis zum Saisonende kam der Angreifer auf sieben weitere Ligaeinsätze, war aber nur Ergänzungsspieler und stand nie in der Startelf. Auch in der Saison 2005/06 kam er in Spaniens höchster Spielklasse nur zu sechs Einsätzen, wobei er viermal eingewechselt wurde. Auch in der Champions League, welche der FC Barcelona gewann, kam er lediglich einmal zum Einsatz: Beim 1:0-Erfolg bei der AC Mailand wurde er in der 89. Minute eingewechselt. Um mehr Spielpraxis zu erhalten, wurde López in der Saison 2006/07 auf Leihbasis an Ligakonkurrenten RCD Mallorca abgegeben. Dort bildete er meist zusammen mit Víctor den Stammsturm der Inselfußballer. Am 4. Spieltag kam der Stürmer zu seinem ersten Ligatreffer. In der Partie gegen Espanyol Barcelona erzielte López den einzigen Treffer und sorgte somit für den 1:0-Erfolg. In 29 Spielen für Mallorca wurde der Argentinier 26 Mal ein- oder ausgewechselt.
Zur Saison 2007/08 strebte Barcelona an, Maxi Lopez erneut auszuleihen. Die Anfrage von Sporting Lissabon wurde allerdings – entgegen früheren Meldungen – abgelehnt. Stattdessen wurde Maxi Lopez für eine Ablöse von zwei Millionen Euro an den FK Moskau verkauft. Er unterschrieb bei diesem Verein einen Vierjahresvertrag und war zusammen mit Pablo Cesar Barrentos, Hector Bracamonte und Maxi Morales der vierte argentinische Spieler des Vereins. Im Februar 2009 wurde er an Grêmio Porto Alegre ausgeliehen. Mitte Januar 2010 wechselte López zu Catania Calcio und unterschrieb dort einen Vertrag bis zum 30. Juni 2014.
Am 27. Januar 2012 gab der AC Mailand die Verpflichtung von López auf Leihbasis bekannt. Es bestand eine Kaufoption. Diese wurde allerdings nicht gezogen und López kehrte nach einem halben Jahr wieder nach Catania zurück.

### Nationalmannschaft
López war U-Nationalspieler Argentiniens. Bei der U-17-Fußball-Weltmeisterschaft 2001 stand er im Kader der Südamerikaner, erzielte drei Treffer in fünf Partien und führte sein Team in das Halbfinale des Turniers. Dort verlor man gegen den späteren Sieger Frankreich. In der Nachspielzeit der Begegnung erhielt López die rote Karte. Im Spiel um Platz drei enttäuschte das Team durch eine 3:0-Niederlage gegen die Auswahl aus Burkina Faso.

## Wissenswertes
- Sein Spitzname lautet „El Alemán“, was „Der Deutsche“ bedeutet. Diesen Spitznamen bekam er aufgrund seiner für einen Argentinier ungewöhnlichen blonden Haare.
- Neben der argentinischen besitzt López auch die italienische Staatsbürgerschaft.

## Erfolge
- Argentinische Meisterschaft: 2002, 2003, 2004
- Spanische Meisterschaft: 2005, 2006
- Spanischer Supercup: 2005
- Copa Carranza: 2005
- UEFA Champions League: 2005/06
- Taça Guanabara: 2019 mit Vasco da Gama

## Auszeichnungen
- Torschützenkönig der Coppa Italia: 2017/18